# Robert Desnos

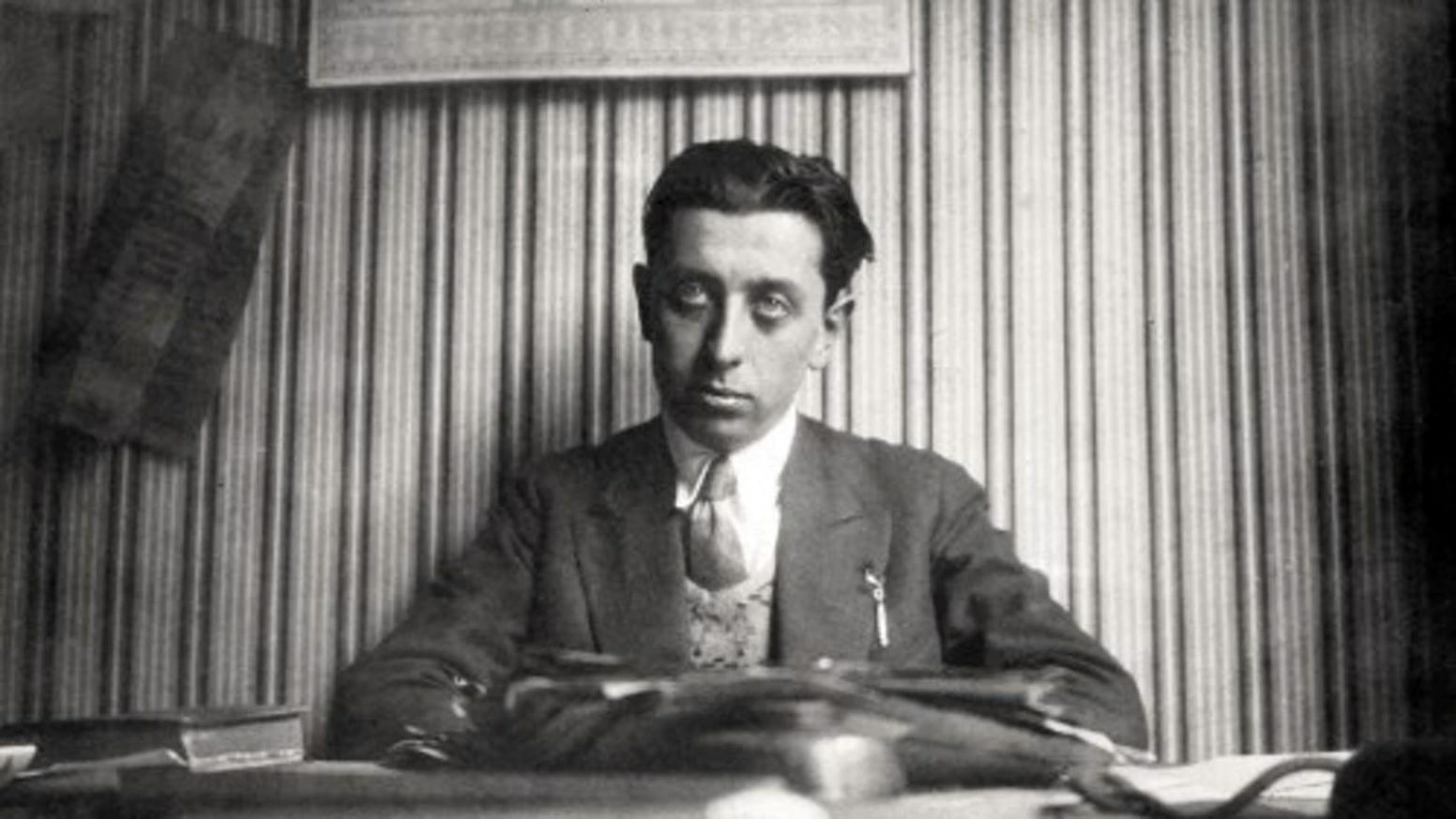
Robert Desnos 1924

Robert Desnos [ʁɔˈbɛ(ː)ʁ dɛsˈno(ː)s] (* 4. Juli 1900 in Paris; † 8. Juni 1945 in Theresienstadt) war ein französischer Schriftsteller, Journalist und Widerstandskämpfer. Beeinflusst insbesondere von Gérard de Nerval und Charles Baudelaire, verfasste er vorwiegend Lyrik. Zu seinen Hauptthemen zählte die Liebe. Ilya Ehrenburg zitiert zustimmend Paul Éluard: „Von allen Dichtern, die ich kannte, war Desnos der unmittelbarste, der freiste; er war ein Dichter, den niemals die Inspiration verließ; er konnte sprechen, wie kaum ein Dichter schreiben kann. Er war der Tapferste von allen.“ Er wurde 1944 nach Deutschland deportiert und starb kurz nach seiner Befreiung aus dem Konzentrationslager.

## Leben

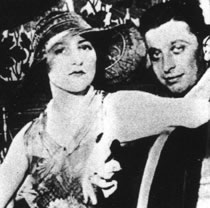
Robert Desnos und seine Muse Youki Foujita, 1933

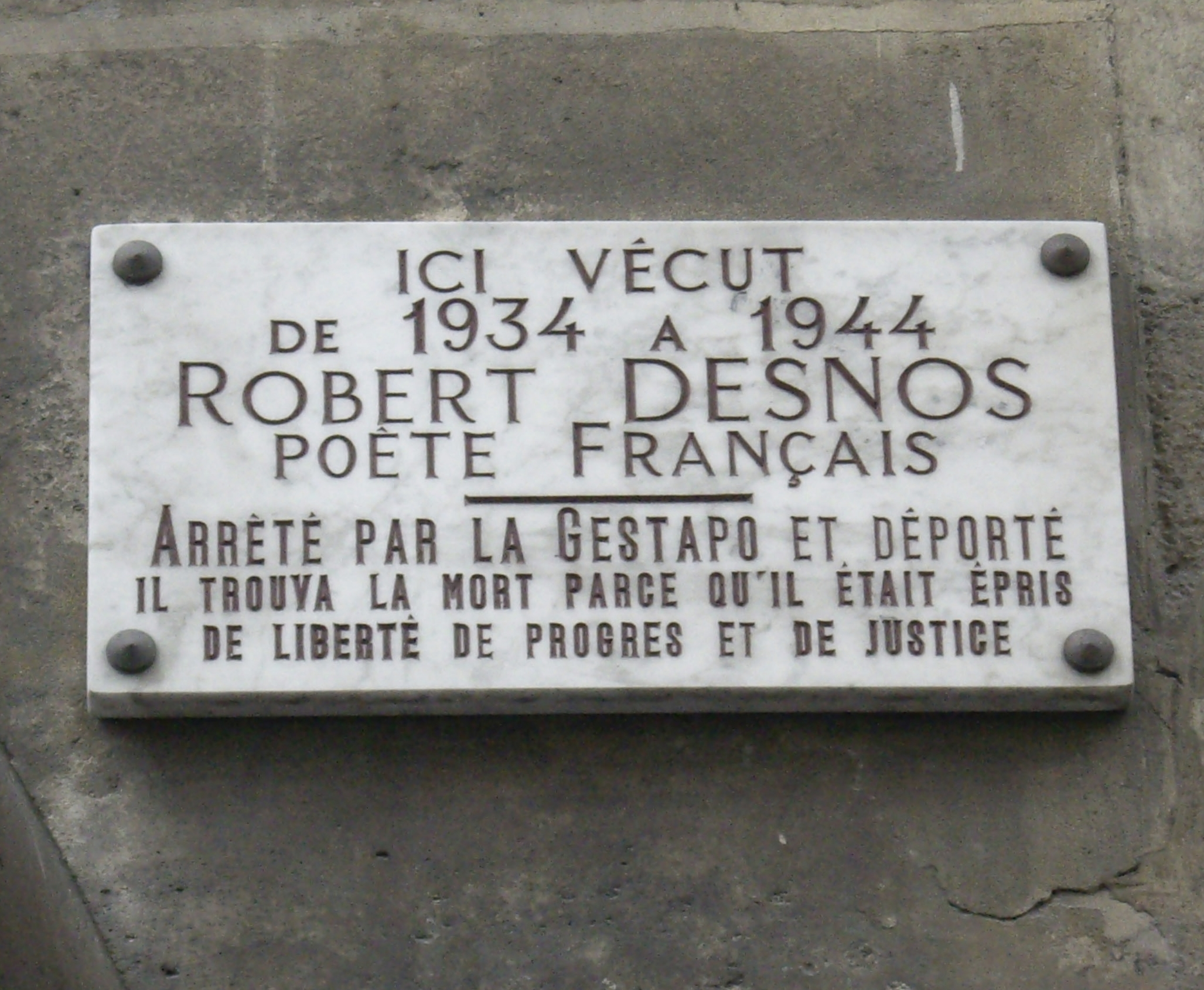
Gedenktafel an seinem Wohnhaus in Paris

Desnos verließ mit sechzehn Jahren sein kleinbürgerliches Elternhaus, schloss sich anarchistischen Kreisen an und ernährte sich von Gelegenheitsarbeiten. Nach dem Militärdienst in Marokko stieß der Nachwuchsschriftsteller 1919 zu den Pariser Dadaisten um Tristan Tzara, André Breton, Paul Éluard, Philippe Soupault, Max Ernst und Francis Picabia. In der „Zeit der Schlafzustände“ beschäftigte sich Desnos vordringlich mit der Erforschung des Unbewussten und fertigte Traumprotokolle an. Er lebte vor allem von journalistische Tätigkeiten; er schrieb u. a. für die surrealistische Zeitschrift La Révolution Surréaliste (zwölf Nummern, 1924–1929) und für Eugène Merles Paris-Matinal.
Von André Breton im Zweiten Manifest des Surrealismus 1930 gemaßregelt, antwortete Desnos mit einem Beitrag im Anti-Breton-Pamphlet Un Cadavre (Ein Kadaver), an dem Georges Ribemont-Dessaignes, Georges Bataille, Jacques Prévert, Georges Limbour, Roger Vitrac, Antonin Artaud, Philippe Soupault, André Masson und Jacques-André Boiffard mitschrieben. Laut dem Romanisten Winfried Engler setzte er sich damit von der surrealistischen „Ästhetik der Unverständlichkeit“ ab. Ein weiterer Streitpunkt war die Kommunistische Partei, von der sich Desnos im Gegensatz zu Breton distanzierte. 
In dieser Zeit lernte er Youki Foujita kennen, die Ehefrau von Tsuguharu Foujita, die seine Geliebte und später seine Frau wurde. Aus Überdruss am Zeitungsbetrieb wurde er 1931 Angestellter einer Wohnungsvermittlung. Ab 1935 war er vorwiegend für den Hörfunk tätig. In der Zeitung Aujourd’hui polemisierte er gegen den rechtsstehenden Schriftsteller Louis-Ferdinand Céline. 
In der Gruppe „Agir“ der französischen Widerstandsbewegung Résistance aktiv, wurde er im Februar 1944 aufgrund einer Denunziation von der deutschen Besatzungsmacht verhaftet und deportiert. Er durchlief die Konzentrationslager Auschwitz und Buchenwald und hatte Zwangsarbeit in der Rüstungsproduktion in Flöha, einem Außenlager des KZ Flossenbürg, zu leisten. Schließlich wurde er nach Theresienstadt gebracht. Er erkrankte an Typhus und starb wenige Wochen nach der Befreiung des Konzentrationslagers.

## Werke
- Deuil pour deuil, Gedichte, 1924
- La Liberté ou l’amour, Paris 1927
- L’étoile de mer, Film, 1928 (gemeinsam mit Man Ray)
- Corps et biens, Gedichte 1921–1929, Paris 1930
- Sans-cou, Gedichte, 1934
- La cantate pour l’inauguration du Musée de l’Homme, Kantate, 1937 (gemeinsam mit Darius Milhaud)
- Fortunes, Gedichte, Paris 1942
- Le vin est tiré, Roman, Paris 1943
- État de veille, Gedichte, 1943; postum veröffentlicht
- Choix de poèmes, Gedichte, 1946
- Ouvres posthumes, Gedichte, 1947
- Domaine public, Gedichte, 1953

Einige Ausgaben/Auswahlbände auf Deutsch siehe Weblink Nationalbibliothek